# Nǀu
Nǀu, eller Nǁng, är ett tuuspråk som anses vara utdöende. Det talas av ‡khomanifolket i Kalahari i Sydafrika. Det är det sista kvarvarande språket av !kwispråken i språkfamiljen tuu, och besläktat med försvunna sydafrikanska språk som ǀxam. Idag talas n|u av 5 personer. I de samhällen som historiskt talat n|u är det dominerande modersmålet i dag nama.
Språket har delats i fyra olika huvuddialekter: |'au, ||kxau, ||ng!ke och n|u.

## Historia och försvarsförsök
N|u dokumenterades för första gången på 1920-talet. Sedan 1990-talet har det föreslagits olika skriftsystem för språket.
Med sitt minimala antal talare är n|u ett av världens mest hotade språk, men det görs fortfarande försök att försvara språket och överföra det till nästa generation. Katrina Esau, en av de sista talarna av n|u, har börjat undervisa i sitt språk även om det är nästan utdött.

## Fonologi

### Konsonanter
Största delen av N|us konsonanter är icke-pulmoniska. Sammanlagt finns det 73 konsonanter i N|u. 
|          |           | Bilabial | Alveolar   | Alveolar | Palatal  | Velar  | Uvular | Glottal |
| -------- | --------- | -------- | ---------- | -------- | -------- | ------ | ------ | ------- |
| Central  | Lateral   | Bilabial |            |          | Palatal  | Velar  | Uvular | Glottal |
| Klusil   | Normal    | p \| b   | (t) \| (d) |          | c \| ɟ   | k \| g | q      | (ʔ)     |
| Klusil   | Aspirerad |          |            |          | cʰ \| cᵡ | kʰ     |        |         |
| Affrikat | Affrikat  |          | ts         |          |          |        |        |         |
| Nasal    | Nasal     | m        | n          |          | ɲ        | ŋ      |        |         |
| Frikativ | Frikativ  | (f)      | s \| z     |          |          |        | χ      | (ɦ)     |
| Likvid   | Likvid    |          | ɾ          | (l)      |          |        |        |         |
| Ejektiv  | Ejektiv   |          | ts'        |          |          | kᵡ'    | qᵡ'    |         |

|         |               | Labio-uvular | Dental-faryngal | Aleo-uvular | Aleo-uvular | Palato-faryngal |
| ------- | ------------- | ------------ | --------------- | ----------- | ----------- | --------------- |
| Central | Lateral       | Labio-uvular | Dental-faryngal |             |             | Palato-faryngal |
| Klusil  | Tonad         | ᶢʘ           | ᶢǀ              | ᶢǃ          | ᶢǁ          | ᶢǂ              |
| Klusil  | Tonlös        | ᵏʘ           | ᵏǀ              | ᵏǃ          | ᵏǁ          | ᶢǂ              |
| Klusil  | Aspirerad     |              | ᵏǀʰ             | ᵏǃʰ         | ᵏǁʰ         | ᵏǂʰ             |
| Nasal   | Tonad         | ᵑʘ           | ᵑǀ              | ᵑǃ          | ᵑǁ          | ᵑǂ              |
| Nasal   | Glottaliserad | ᵑʘˀ          | ᵑǀˀ             | ᵑǃˀ         | ᵑǁˀ         | ᵑǂˀ             |
| Nasal   | Aspirerad     |              | ᵑ̊ǀʰ             | ᵑ̊ǃʰ         | ᵑ̊ǁʰ         | ᵑ̊ǂʰ             |

|          |            | Labio-uvular | Dental-faryngal | Aleo-uvular | Aleo-uvular | Palato-faryngal |
| -------- | ---------- | ------------ | --------------- | ----------- | ----------- | --------------- |
| Central  | Lateral    | Labio-uvular | Dental-faryngal |             |             | Palato-faryngal |
| Klusil   | Oaspirerad | ʘ͡q           | ǀ͡q              | ǃ͡q          | ǁ͡q          | ǂ͡q              |
| Klusil   | Aspirerad  |              | ǀ͡qʰ             | ǃ͡qʰ         | ǁ͡qʰ         | ǂ͡qʰ             |
| Affrikat | Affrikat   | ʘ͡qχ          | ǀ͡qχ             | ǃ͡qχ         | ǁ͡qχ         | ǂ͡qχ             |

|          | Dental-faryngal | Aleo-uvular | Aleo-uvular | Palato-faryngal |
| -------- | --------------- | ----------- | ----------- | --------------- |
| Central  | Dental-faryngal | Lateral     |             | Palato-faryngal |
| Affrikat | ǀ͡χʼ             | ǃ͡χʼ         | ǁ͡χʼ         | ǂ͡χʼ             |

Källa:

### Vokaler
N|u har fem basvokaler [i], [u], [e], [o] och [a]. Dessa vokaler kan också realisera som nasala, epiglottala och nasal-epiglottala: 
| Vokaler           | Vokaler | Vokaler | Vokaler | Vokaler | Vokaler |
| ----------------- | ------- | ------- | ------- | ------- | ------- |
| Basvokal          | i       | u       | e       | o       | a       |
| Nasala            | in      | un      |         |         | an      |
| Epiglottala       |         | (uʢ)    | eʢ      | oʢ      | aʢ      |
| Nasal-epiglottala |         |         |         | oʢn     | aʢn     |

Källa: